# Тета1 Оріона A
Тета1 Оріона A (θ1 Ori A) — є потрійною зоряною системою в сузір'ї Оріона. Ця зоря змінює видиму зоряну величину від 6.72 до 7.65 з періодом у 65.432 дні. Також вона є однією з головних зірок Трапеції Оріона разом з зірками, що позначені B, C, D та E.

## References
1. 1 2 3  SIMBAD, V1016 Orionis (accessed 4 January 2013)
2. ↑  Trapezium (Theta1 Orionis). The Worlds of David Darling. Процитовано 31 липня 2014.
3. ↑  Theta-1 Orionis. Процитовано 31 липня 2014.